# 234 км (зупинний пункт)
234 кіломе́тр — пасажирський залізничний зупинний пункт Конотопської дирекції Південно-Західної залізниці на лінії Хутір-Михайлівський — Ворожба.
Розташований поблизу села Старі Вирки Білопільського району Сумської області між станціями Ворожба (9 км) та Тьоткіно (5 км).
Із 30 травня 2010 року пасажирське сполучення припинене.